# Der Kaufmann und der Dschinni

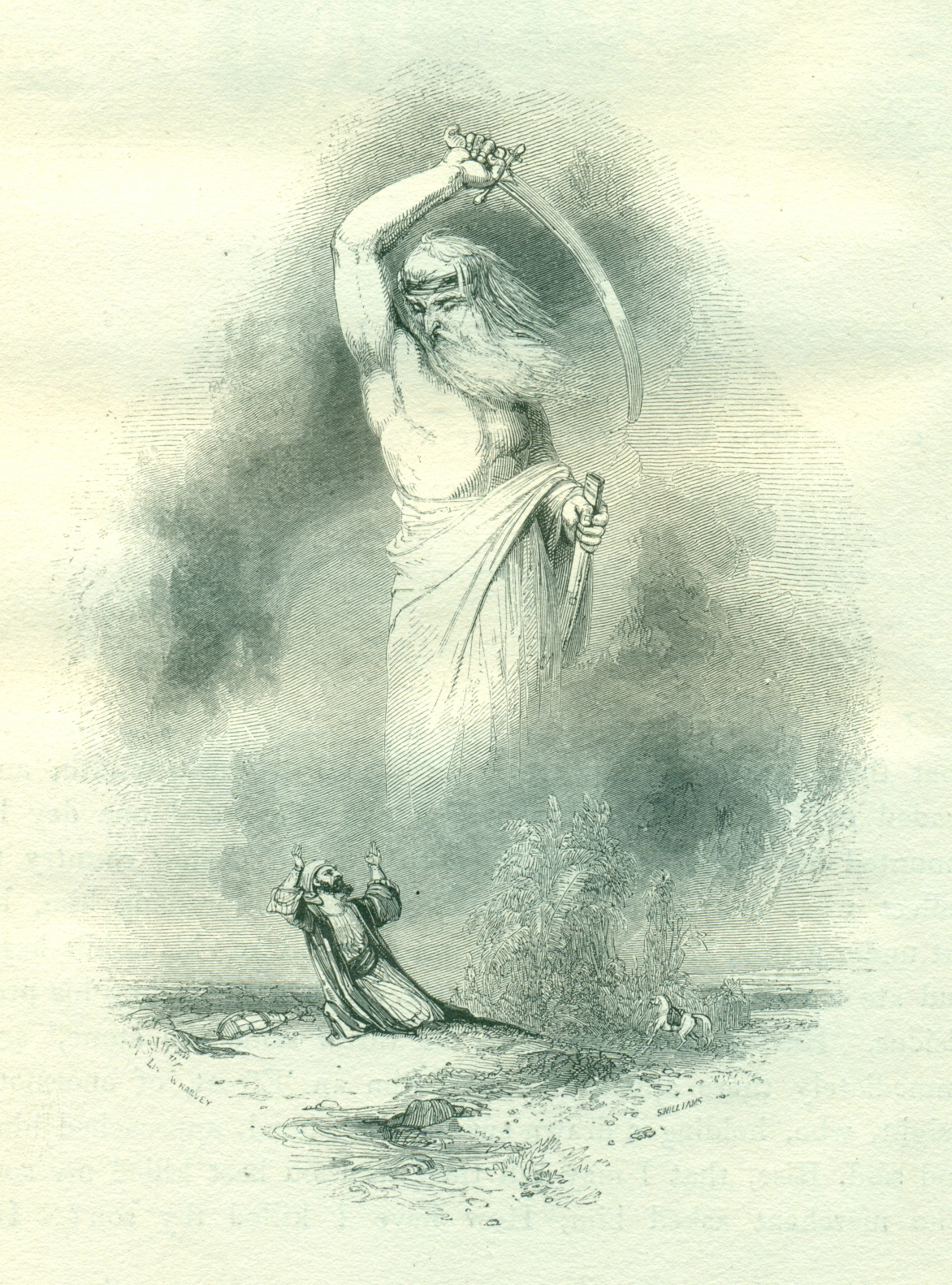
Holzschnitt von William Harvey, 1838–40

Der Kaufmann und der Dschinni ist ein Märchen aus Tausendundeine Nacht. Es steht in Claudia Otts Übersetzung als Der Kaufmann und der Dschinni (Nacht 1–3), bei Max Henning als Der Kaufmann und der Ifrît, bei Gustav Weil als Geschichte des Kaufmanns mit dem Geiste.

## Inhalt
Ein Kaufmann rastet unterwegs an einem Baum, isst Datteln und wirft die Steine fort. Da kommt ein Geist und will ihn töten, weil der Stein seinen Sohn getötet habe. Der Kaufmann erwirkt Aufschub zur Begleichung letzter Schulden und schwört, in einem Jahr wieder zu kommen. Als es um ist, nimmt er weinend Abschied von der Familie. Unter dem Baum erwartet er den Geist. Da kommen nacheinander drei Alte vorbei. Der erste führt eine Gazelle mit, der zweite zwei Hunde. Sie bewundern des Kaufmanns Geschichte und erwarten mit ihm den Geist. Der kommt und will ihn töten. Da erbietet sich der erste Alte, ihm stattdessen seine Geschichte mit der Gazelle zu erzählen.

## Einordnung

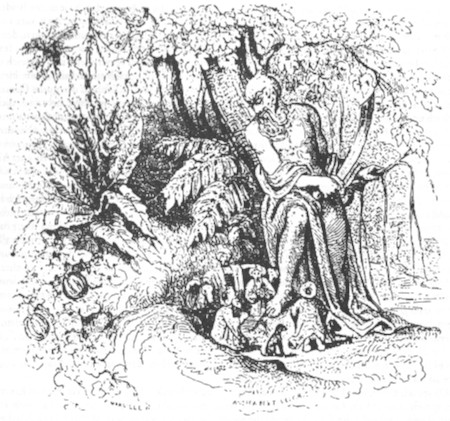
Holzschnitt von Friedrich Gross (vermutlich)

Ein Dschinni ist ein Geisterwesen oder Dämon. Die Pointe leitet über zu Die Geschichte des ersten Alten und Die Geschichte des zweiten Alten, worauf er den Kaufmann frei gibt. Claudia Ott zufolge stammt der Zyklus vom Kaufmann und dem Dschinni noch aus der indisch-persischen Tradition, auf die Tausendundeine Nacht ursprünglich zurückgeht. Eine Geschichte des dritten Alten fehlt in dieser Fassung, siehe Geschichte des dritten Greises mit dem Maultiere.
In der indischen Fernsehserie Alif Laila ist Taajir aur Jinn Folge 2–6.